# Murradweg

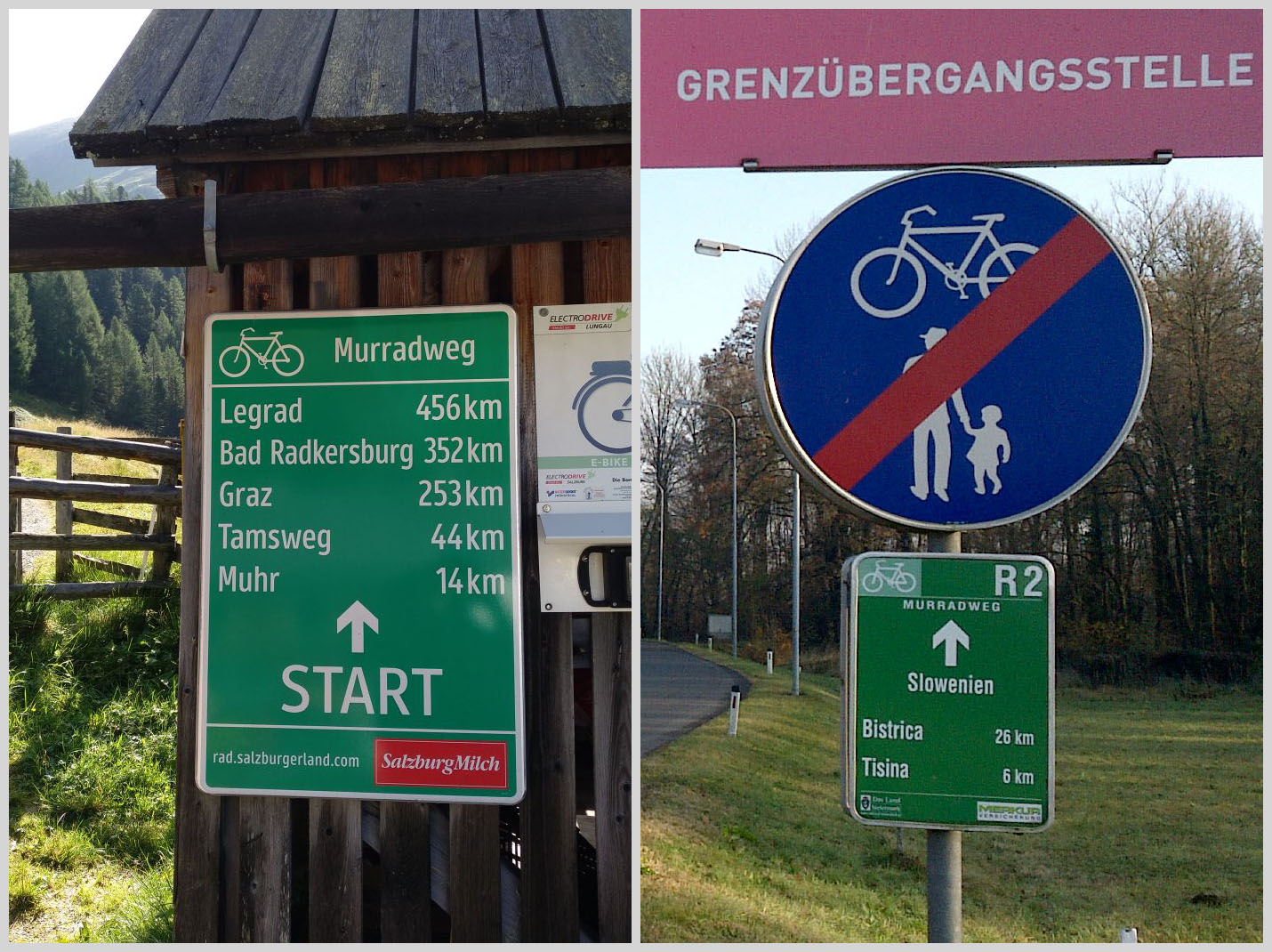
Die Bildmontage zeigt den Beginn des Murradwegs bei der Sticklerhütte in Salzburg sowie dessen österreichisches Ende in der Steiermark kurz vor der Grenze zu Slowenien bei Sicheldorf

Der Murradweg ist ein 453 km langer Radweg. Er führt entlang der Mur vom Nationalpark Hohe Tauern im Lungau (Bundesland Salzburg) über Murau, Leoben und Graz bis in die Südsteiermark mit ihren Weingärten und weiter ins Thermen- & Vulkanland mit der historischen Grenzstadt Bad Radkersburg. Hier verlässt der Murradweg Österreich und führt nun durch Slowenien bis nach Legrad in Kroatien, wo die Mur auf die Drau und der Murradweg auf den Drauradweg treffen.

## Verlauf des Radweges

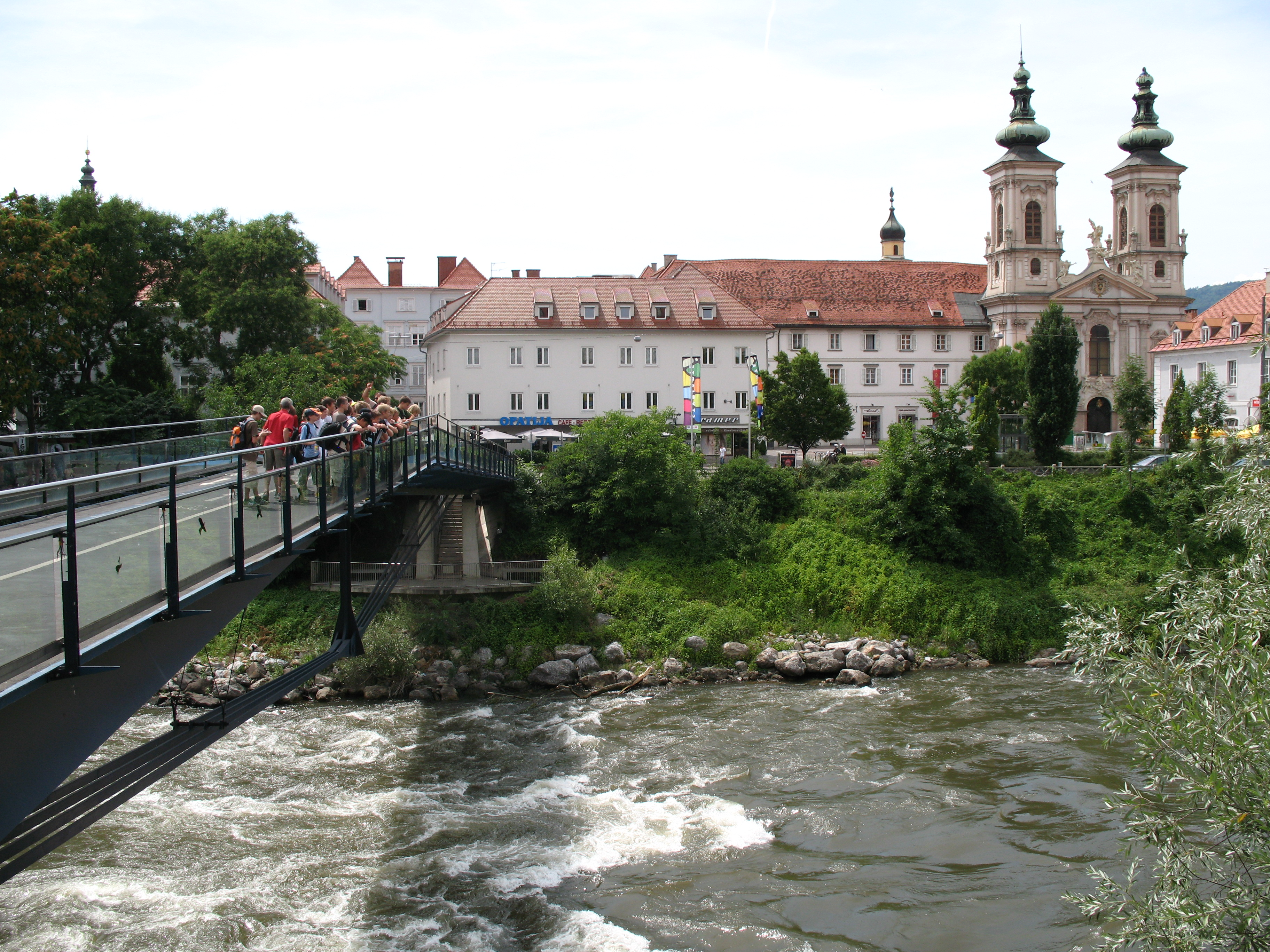
Oft verläuft der Murradweg an beiden Seiten des Flusses zugleich, und man kann über Brücken und Stege von einer Seite zur anderen wechseln. Das Bild zeigt den Erich-Edegger-Steg in Graz.

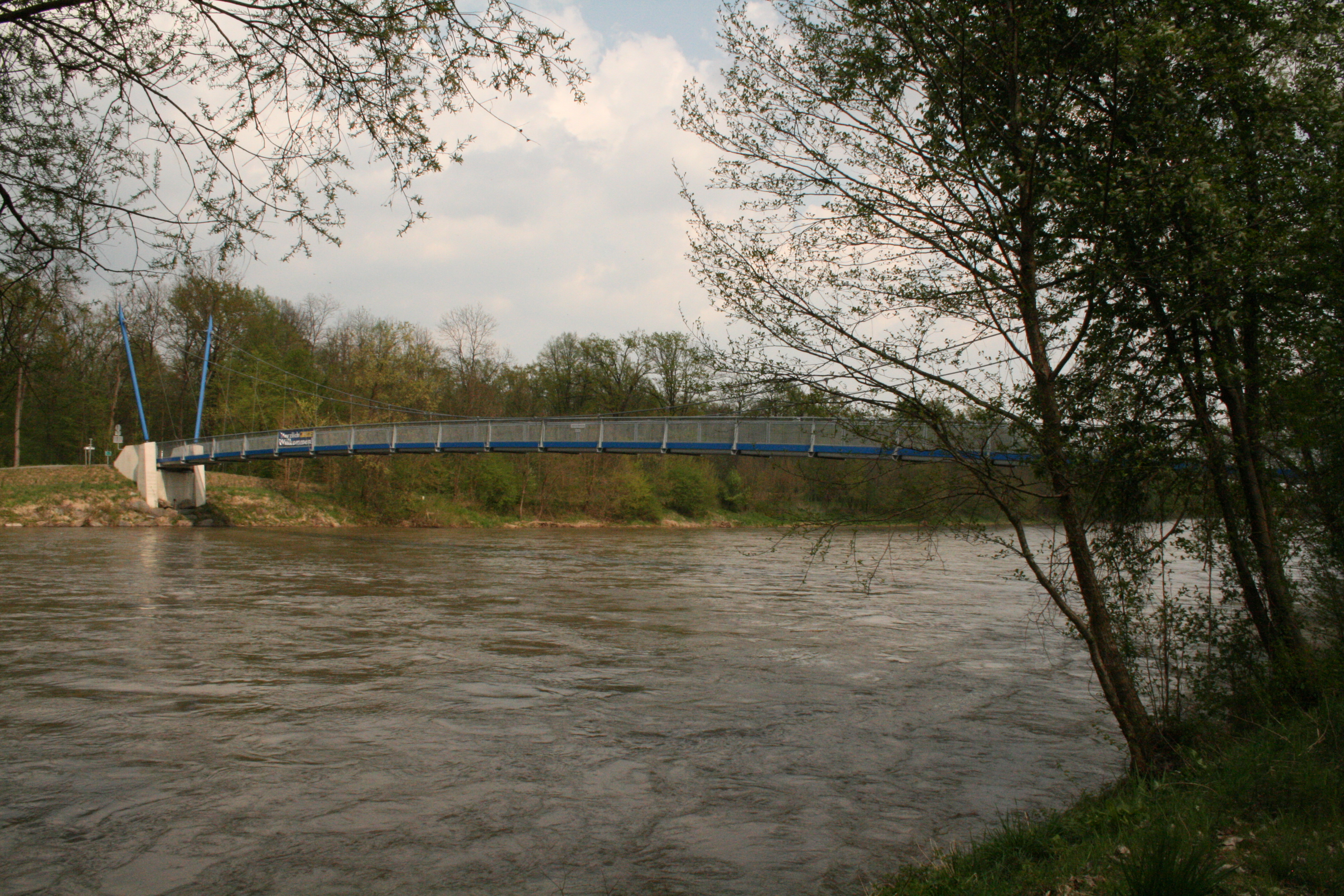
Die Fußgänger- und Radfahrerbrücke bei Halbenrain verbindet den Murradweg auf der österreichischen Seite der Mur mit dem Radwegnetz auf der slowenischen Seite

Der Radweg beginnt nahe dem Murursprung auf 1752 m ü. A. Höhe bei der Sticklerhütte und verläuft teilweise auf öffentlichen Straßen, meistens aber auf Nebenstraßen oder Radwegen entlang oder nahe dem Fluss. Er besitzt von seinem Beginn im Lungau ein permanentes leichtes Gefälle bis zu seinem Ende in Legrad.
Der Radweg führt über Tamsweg, Murau, Unzmarkt, Judenburg, Leoben, Bruck an der Mur und Frohnleiten in die steirische Landeshauptstadt Graz. Von dort verläuft er über Wildon, Leibnitz, Spielfeld, Bad Radkersburg, Melinci, Gornja Bistrica, Razkrižje, Sveti Martin, Mursko Središće, Podturen und Goričan bis ins kroatische Legrad, wo die Mur in die Drau mündet.

## Bahnanbindung
Parallel zum Radweg verläuft ab Tamsweg bis Bad Radkersburg immer eine Bahnlinie, sodass sich in einer Entfernung von jeweils wenigen Kilometern Bahnhöfe oder Haltestellen befinden, die eine etwaige Hin- oder Rückreise per Bahn erlauben. In Slowenien und Kroatien ist es aufgrund der örtlichen Gegebenheiten schwierig, öffentliche Verkehrsmittel zu benutzen.
Eine Alternative bieten die Radshuttle von lokalen Anbietern.

## Praktische Informationen
Der Murradweg verläuft auf einigen Abschnitten beiderseits der Mur, beispielsweise von Frohnleiten bis Wildon, wobei allerdings meistens eine Flussseite eine deutlich schönere Streckenführung aufweist. So sollte man beispielsweise von Frohnleiten bis Graz auf der rechten (also westlichen) Flussseite fahren, um das Fahren neben Schnellstraßen und Bundesstraßen so weit wie möglich zu vermeiden.
Bemerkenswert ist, dass man bei der Durchfahrt durch die Grazer Innenstadt lediglich drei bis vier Straßenkreuzungen überqueren muss; die Brücken im Norden der Stadt überspannen neben der Mur auch den Radweg. Der Murradweg ist inzwischen vollständig ausgeschildert. Im Land Salzburg trifft man auf grüne Schilder mit der Aufschrift „Murradweg“, in der Steiermark ist er als R2 Murradweg ausgeschildert und in Slowenien und Kroatien findet man blaue Schilder, auf denen ein Radfahrer zu sehen ist, vor.

## Touristische Bedeutung
Jedes Jahr zu Fronleichnam startet die seit mehr als zwei Jahrzehnten bekannte „Tour de Mur“ im salzburgischen Lungau. Diese Tour führt die Teilnehmer in drei Etappen nach Bad Radkersburg. Das Ziel des ersten Tages ist die Arena in Fohnsdorf. Am zweiten Tag führt die Tour weiter bis zum Grazer Hauptplatz und endet schließlich am dritten Tag in Bad Radkersburg, wo an diesem Wochenende das Pannonische Altstadtfest im Zentrum der Stadt stattfindet.